# Phiala incurva
Phiala incurva är en fjärilsart som beskrevs av Aurivillius. Phiala incurva ingår i släktet Phiala och familjen Eupterotidae. Inga underarter finns listade i Catalogue of Life.